# Josef Groll
Josef Groll (21. srpna 1813, Vilshofen an der Donau, Bavorsko – 22. října 1887 tamtéž) byl bavorský sládek, tvůrce spodně kvašeného piva plzeňského typu.

## Životopis
Josef Groll pocházel z Vilshofenu, bavorského města na Dunaji. Pivovarnictví se učil u svého otce Josefa Grolla v rodinném pivovaru ve Wolferstetteru, též v Mnichově u tehdy proslulého Georga Sedlmayera a ve Vídni u uznávaného Antona Drehera. Oba učitelé to údajně neměli s Grollem jednoduché: vnímavý a šikovný učeň byl zároveň hrubý, umíněný, tvrdohlavý a bez sebekontroly.
Nejspíš Martin Stelzer, stavitel měšťanského pivovaru, doporučil plzeňským měšťanům německého pivovarnického mistra Josefa Grolla jako odborníka na pivo bavorského typu, které se mělo v nově stavěném pivovaru vařit. Při prvním jednání se plzeňští s Grollem nedohodli – Groll měl velké finanční nároky. Ale blížící se termín dokončení přiměl měšťany Grollovi vyhovět.

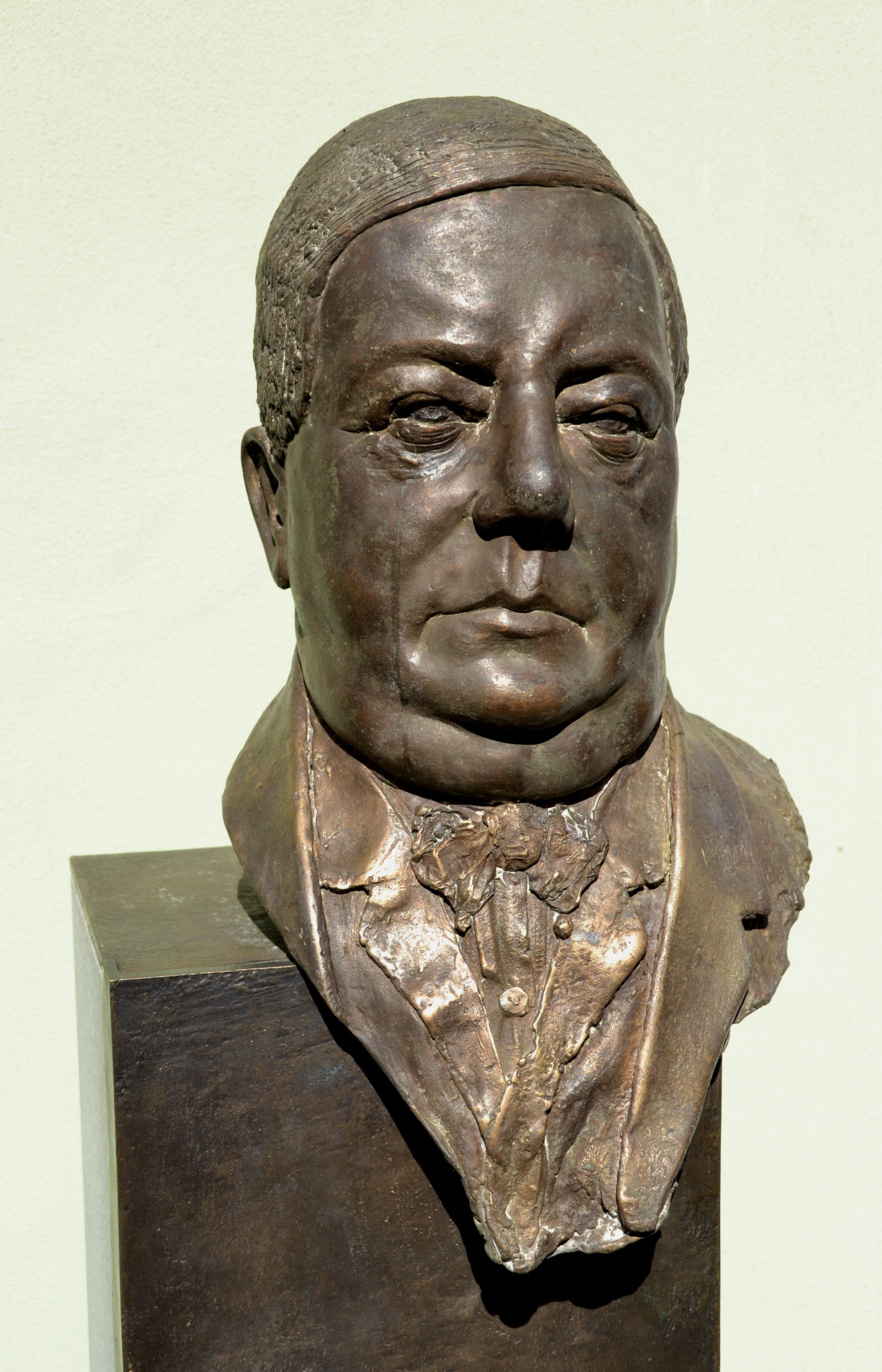
Busta Josefa Grolla
ve Vilshofenu

Groll v novém pivovaru uvařil premiérovou várku 5. října 1842. Říká se, že záměrně udělal chybu v technologickém postupu, aniž by dopředu znal výsledek – vařil spodně kvašené bavorské pivo, ale z odlišných českých surovin (žateckého chmele, měkké plzeňské vody a světlejšího sladu připravovaného anglickou technologií). První várka byla naražena 11. listopadu a ač nedopadla úplně dle očekávání, sklidila v hostincích „U bílé růže“ a „U zlatého orla“ na plzeňském náměstí veliký úspěch. Plzeňský kronikář poznamenal: „Jak zajásali pijáci, když seznali, jakou říznou, znamenitou chutí, při pivě dosud nepoznanou, honosí se tento domácí výrobek.“
Bavorský sládek pracoval v Měšťanském pivovaru do konce dubna 1845 a po třech letech se vrátil zpět do Bavor. V roce 1856 se oženil. Zemřel v 74 letech u stolu v hostinci Zum Wolferstetter Keller. Ve Vilshofenu se místní pivo, vařené na způsob plzeňského piva, prodává ve své lahvové podobě jako Josef Groll Pils.